# Walter Arthur Berendsohn
Walter Arthur Berendsohn, född 10 september 1884 i Tyskland, död 30 januari 1984 i Stockholm, var en tysk litteraturhistoriker.
Berendsohn var extraordinarie professor vid universitetet i Hamburg, och har författat ett flertal skrifter på stilistikens, folklitteraturens med flera områden och ägnade sig även åt nordisk litteratur, särskilt genom den brett anlagda biografin Selma Lagerlöf (1927).
Berendsohn, som var av judisk börd, tvingades vid nazisternas maktövertagande fly till Danmark, varifrån han vid den tyska inmarschen 1940 på nytt flydde till Sverige. Han kom därefter att stanna i Sverige fram till sin död.
Berendsohn fick utmärkelsen Hedersdoktor av Stockholms Universitet 1974 och av Hamburgs universitet 1983, då han var 99 år gammal.